# Edward Dannreuther

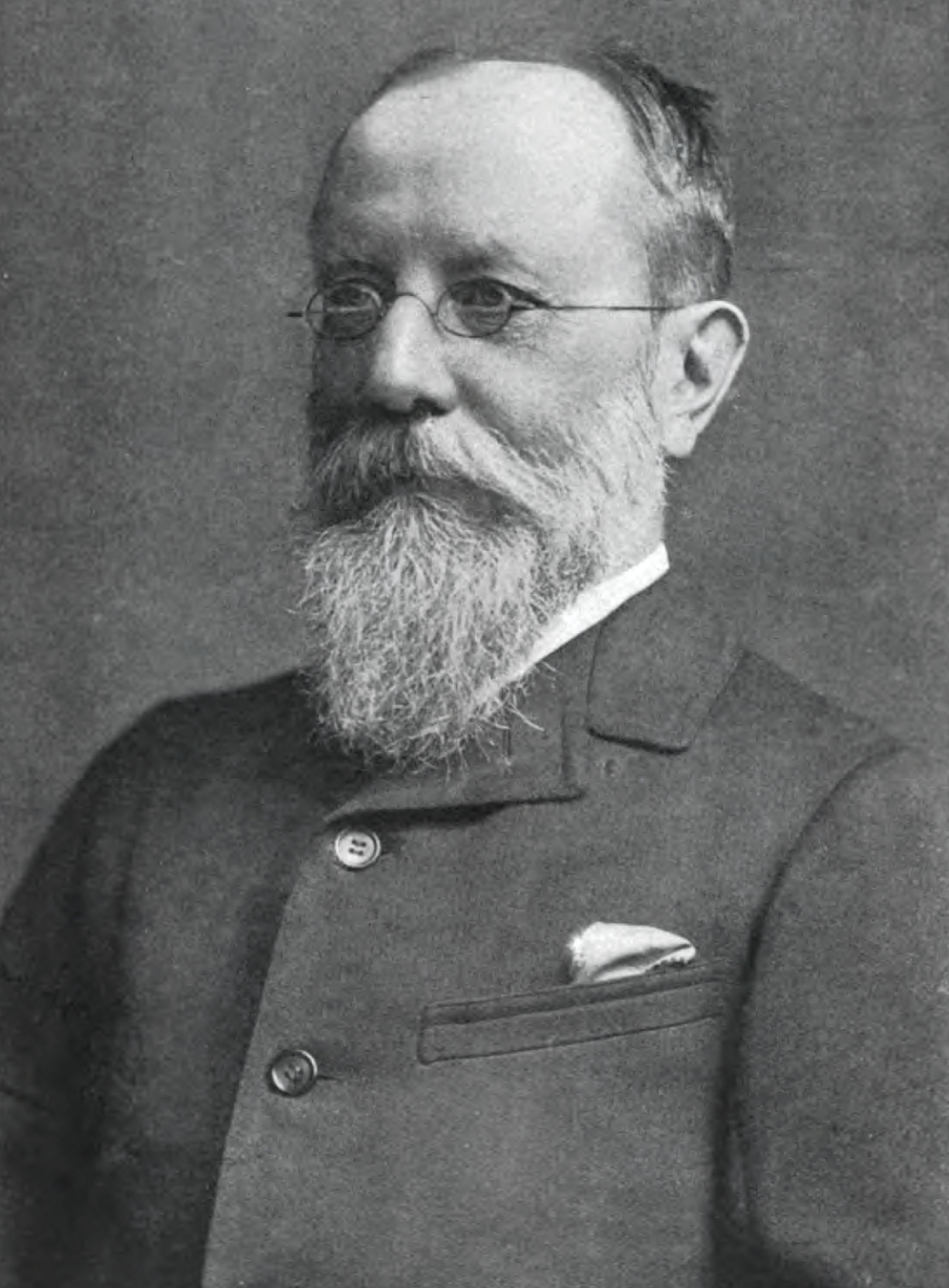
Dannreuther, 1898

Edward Georg(e) Dannreuther (* 4. November 1844 in Straßburg; † 12. Februar 1905 in Hastings) war ein englischer Pianist und Musikpädagoge deutscher Herkunft. Er war der Bruder von Gustav Dannreuther.
Dannreuther studierte von 1859 bis 1863 bei Ignaz Moscheles, Moritz Hauptmann und Ernst Friedrich Richter am Leipziger Konservatorium. 1863 übersiedelte er nach England, gab Klavierunterricht und machte dort als Pianist unter anderem die Konzerte von Liszt, Grieg und Tschaikowski bekannt. Mit dem Letzteren korrespondierte Dannreuther auch, ein Brief Tschaikowskis an ihn ist erhalten. Ab 1895 lehrte er als Professor für Klavier an der Royal Academy of Music. Zu Dannreuthers Schülern zählten William Hurlstone und Hubert Parry.
Als überzeugter Wagnerianer gründete er 1872 die London Wagner Society und dirigierte bis 1874 auch deren Konzerte. Wagner gastierte auch bei ihm in London, und Dannreuther übersetzte Schriften Wagners ins Englische. Darüber hinaus war er auch selbst als Autor tätig, etwa als Verfasser der zweibändigen Verzierungslehre Musical Ornamentation (London, 1893–1895).

## Persönliches
Edward Dannreuther heiratete 1871 die griechischstämmige Engländerin Chariclea Anthea Euterpe Ionides. Sein ältester Sohn Tristan (1872–1963) wurde Offizier in der britischen Marine und war nach dem Ersten Weltkrieg stellvertretender Direktor des Marinenachrichtendienstes. Ein weiterer Sohn, Hubert Edward (1880–1977), ebenfalls Marineoffizier, war am 31. Mai 1916 während der Skagerrakschlacht einer von nur sechs Überlebenden des Schlachtkreuzers Invincible, der nach einem Volltreffer in eine Munitionskammer explodierte. Später wurde er Konteradmiral.